# Carate Urio
Carate Urio (lombardul: Caraa) település Olaszországban, Lombardia régióban, Como megyében. Lakosainak száma 1126 fő (2023. január 1.). Carate Urio Laglio, Faggeto Lario, Moltrasio, Schignano, Torno és Brienno községekkel határos.

## Népesség
A település népességének változása:
| Lakosok száma | 1173 | 1170 | 1126 |
|               | 2017 | 2018 | 2023 |